# Pointe de Chalune
La pointe de Chalune est un sommet de France situé en Haute-Savoie sur la commune de Bellevaux, dans le massif du Chablais.

## Toponyme
Le toponyme Chalune présente plusieurs origines possibles. Il peut provenir du patois calonna, signifiant « pente abritée », du mot régional calane, décrivant un « escarpement ou un versant rocheux abrupt ». Il pourrait provenir du latin vulgaire caliavum ou du gaulois caljavo signifiant « caillouteux, pierreux » et indiquerait que Chalune aurait la même origine que le mot « caillou ».

## Géologie
La pointe de Chalune est située à l'extrémité occidentale du repli frontal de la nappe de la Brèche,, (anticlinal du roc d'Enfer). À cet endroit, l'érosion dévoile les couches successives de l'anticlinal en section. Ainsi, si le roc d'Enfer appartient à la Brèche supérieure, la pointe de Chalune est située dans la Brèche inférieure, tandis que la pointe de Chavasse est constituée par la nappe des Préalpes médianes sous-jacente. Le contact entre les deux nappes se situe au nord-est du col de Vésinaz.

## Ascension
La pointe de Chalune est accessible depuis le col de Chalune. On accède à ce dernier par le col de la Ramaz ou depuis La Chèvrerie via le hameau de Pététoz.